# Nephrotoma breviorcornis
Nephrotoma breviorcornis là một loài ruồi trong họ Ruồi hạc (Tipulidae). Chúng phân bố ở miền Tân bắc.